# Moux
Pour les articles homonymes, voir Moux-en-Morvan et Mont Moux.
Moux (prononcé [muks]  ; en occitan Mos) est une commune française, située dans le nord du département de l'Aude en région Occitanie.
Sur le plan historique et culturel, la commune fait partie du massif des Corbières, un chaos calcaire formant la transition entre le Massif central et les Pyrénées. Exposée à un climat méditerranéen, elle est drainée par le ruisseau de la Jourre Vieille Haute, le Ruisseau Mayral, le ruisseau de la Peyrouse et par divers autres petits cours d'eau. La commune possède un patrimoine naturel remarquable : un site Natura 2000 (les « Corbières occidentales ») et trois zones naturelles d'intérêt écologique, faunistique et floristique.
Moux est une commune rurale qui compte 715 habitants en 2022, après avoir connu une forte hausse de la population depuis 1975. Elle fait partie de l'aire d'attraction de Narbonne. Ses habitants sont appelés les Mouxois ou  Mouxoises.

## Géographie

### Localisation
La commune est située entre Carcassonne et Lézignan-Corbières, sur le vignoble de la Montagne d'Alaric qui fait partie du vignoble des Corbières.

### Communes limitrophes
Les communes limitrophes sont  Camplong-d'Aude, Douzens, Fabrezan, Fontcouverte, Montbrun-des-Corbières et Saint-Couat-d'Aude.
|                               | Saint-Couat-d'Aude | Montbrun-des-Corbières        |
| Douzens                       | Moux               | Fontcouverte                  |
| Lagrasse (par un quadripoint) | Camplong-d'Aude    | Fabrezan (par un quadripoint) |

### Géologie et climat
À la limite des climats océanique et méditerranéen, le territoire de Moux est aussi sur la faille éponyme, rupture géologique lors de la surrection des Pyrénées. De  la boucle de l'Aude au sommet du signal d'Alaric, le promeneur peut voir défiler toute l'histoire géologique de la région.

### Hydrographie
La commune est dans la région hydrographique « Côtiers méditerranéens », au sein du bassin hydrographique Rhône-Méditerranée-Corse. Elle est drainée par le ruisseau de la Jourre Vieille Haute, le ruisseau Mayral, le ruisseau de la Peyrouse, le ruisseau de la Combe du Bœuf Mort, le ruisseau de l'Aigue Douce, le ruisseau de la Jourre Ancienne, le ruisseau de la Picarelle et le ruisseau de Saint-Pierre, qui constituent un réseau hydrographique de 14 km de longueur totale,.
Le ruisseau de la Jourre Vieille Haute, d'une longueur totale de 21,8 km, prend sa source dans la commune et s'écoule du sud-ouest vers le nord-est. Il traverse la commune et se jette dans l'Aude à Canet, après avoir traversé 5 communes.
Le ruisseau Mayral, d'une longueur totale de 10,7 km, prend sa source dans la commune de Conilhac-Corbières et s'écoule vers l'ouest puis se réoriente au nord. Il traverse la commune et se jette dans l'Aude à Roquecourbe-Minervois, après avoir traversé 5 communes.

### Climat
Pour des articles plus généraux, voir Climat de l'Occitanie et Climat de l'Aude.
En 2010, le climat de la commune est de type climat méditerranéen franc, selon une étude s'appuyant sur une série de données couvrant la période 1971-2000. En 2020, Météo-France publie une typologie des climats de la France métropolitaine dans laquelle la commune est exposée à un climat méditerranéen et est dans la région climatique Provence, Languedoc-Roussillon, caractérisée par une pluviométrie faible en été, un très bon ensoleillement (2 600 h/an), un été chaud (21,5 °C), un air très sec en été, sec en toutes saisons, des vents forts (fréquence de 40 à 50 % de vents > 5 m/s) et peu de brouillards.
Pour la période 1971-2000, la température annuelle moyenne est de 14,8 °C, avec une amplitude thermique annuelle de 16,1 °C. Le cumul annuel moyen de précipitations est de 700 mm, avec 7 jours de précipitations en janvier et 3,2 jours en juillet. Pour la période 1991-2020, la température moyenne annuelle observée sur la station météorologique la plus proche, située sur la commune de Lézignan-Corbières à 9 km à vol d'oiseau, est de 15,2 °C et le cumul annuel moyen de précipitations est de 678,7 mm,. Pour l'avenir, les paramètres climatiques de la commune estimés pour 2050 selon différents scénarios d'émission de gaz à effet de serre sont consultables sur un site dédié publié par Météo-France en novembre 2022.

### Milieux naturels et biodiversité

#### Réseau Natura 2000

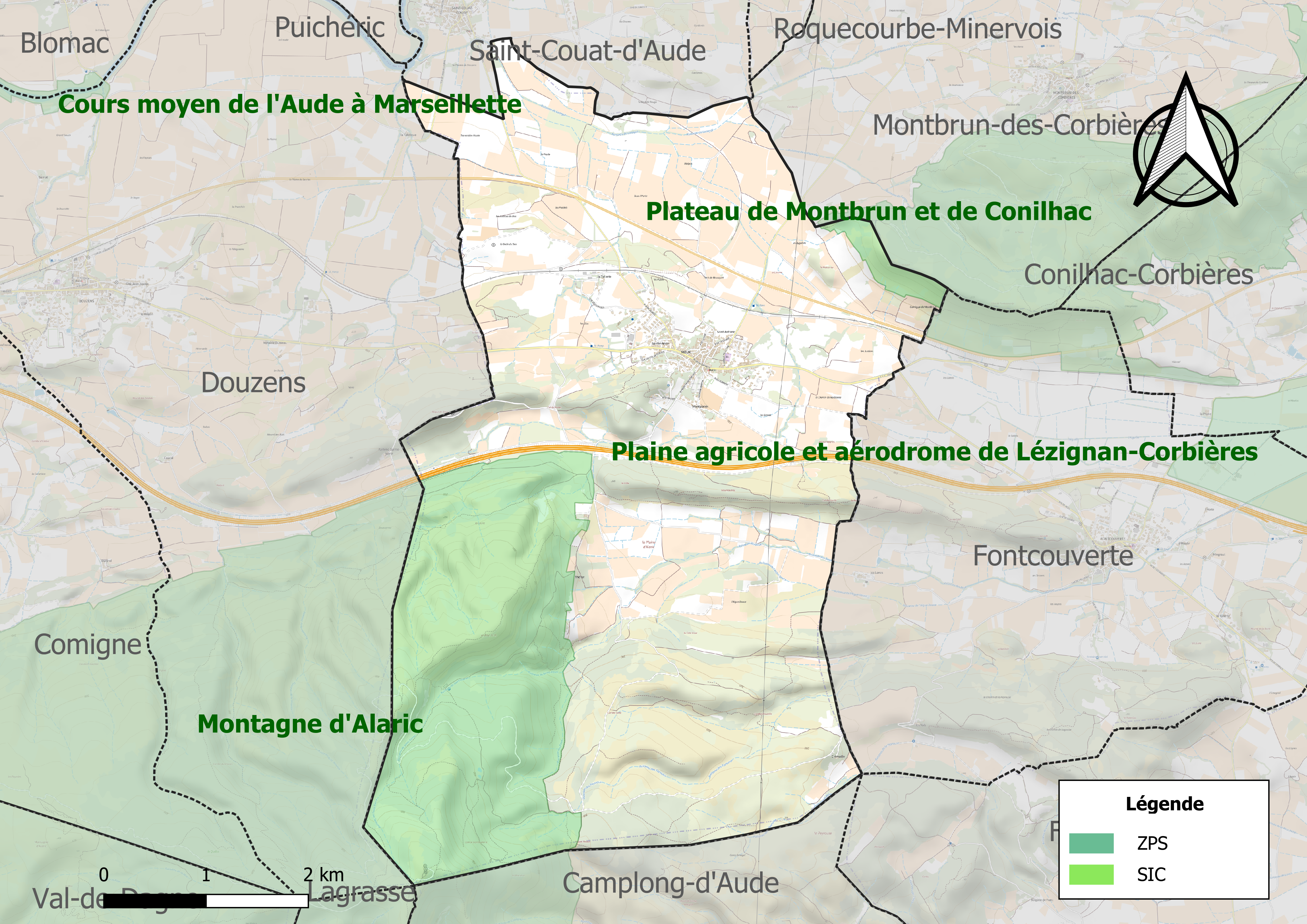
Sites Natura 2000 sur le territoire communal.

Le réseau Natura 2000 est un réseau écologique européen de sites naturels d'intérêt écologique élaboré à partir des directives habitats et oiseaux, constitué de zones spéciales de conservation (ZSC) et de zones de protection spéciale (ZPS).
Un site Natura 2000 a été défini sur la commune au titre  de la directive oiseaux : les « Corbières occidentales », d'une superficie de 22 912 ha, présentant des milieux propices à la nidification des espèces rupicoles : des couples d'Aigles royaux occupent partagent l'espace avec des espèces aussi significatives que le Faucon pèlerin, le Grand-duc d'Europe ou le Circaète Jean-le-Blanc.

#### Zones naturelles d'intérêt écologique, faunistique et floristique
L’inventaire des zones naturelles d'intérêt écologique, faunistique et floristique (ZNIEFF) a pour objectif de réaliser une couverture des zones les plus intéressantes sur le plan écologique, essentiellement dans la perspective d’améliorer la connaissance du patrimoine naturel national et de fournir aux différents décideurs un outil d’aide à la prise en compte de l’environnement dans l’aménagement du territoire.
Deux ZNIEFF de type 1 sont recensées sur la commune :
la « montagne d'Alaric » (2 953 ha), couvrant 8 communes du département, et 
le « plateau de Montbrun et de Conilhac » (719 ha), couvrant 6 communes du département
et une ZNIEFF de type 2, : 
le « massif d'Alaric » (8 316 ha), couvrant 15 communes du département.

Carte des ZNIEFF de type 1 et 2 à Moux.
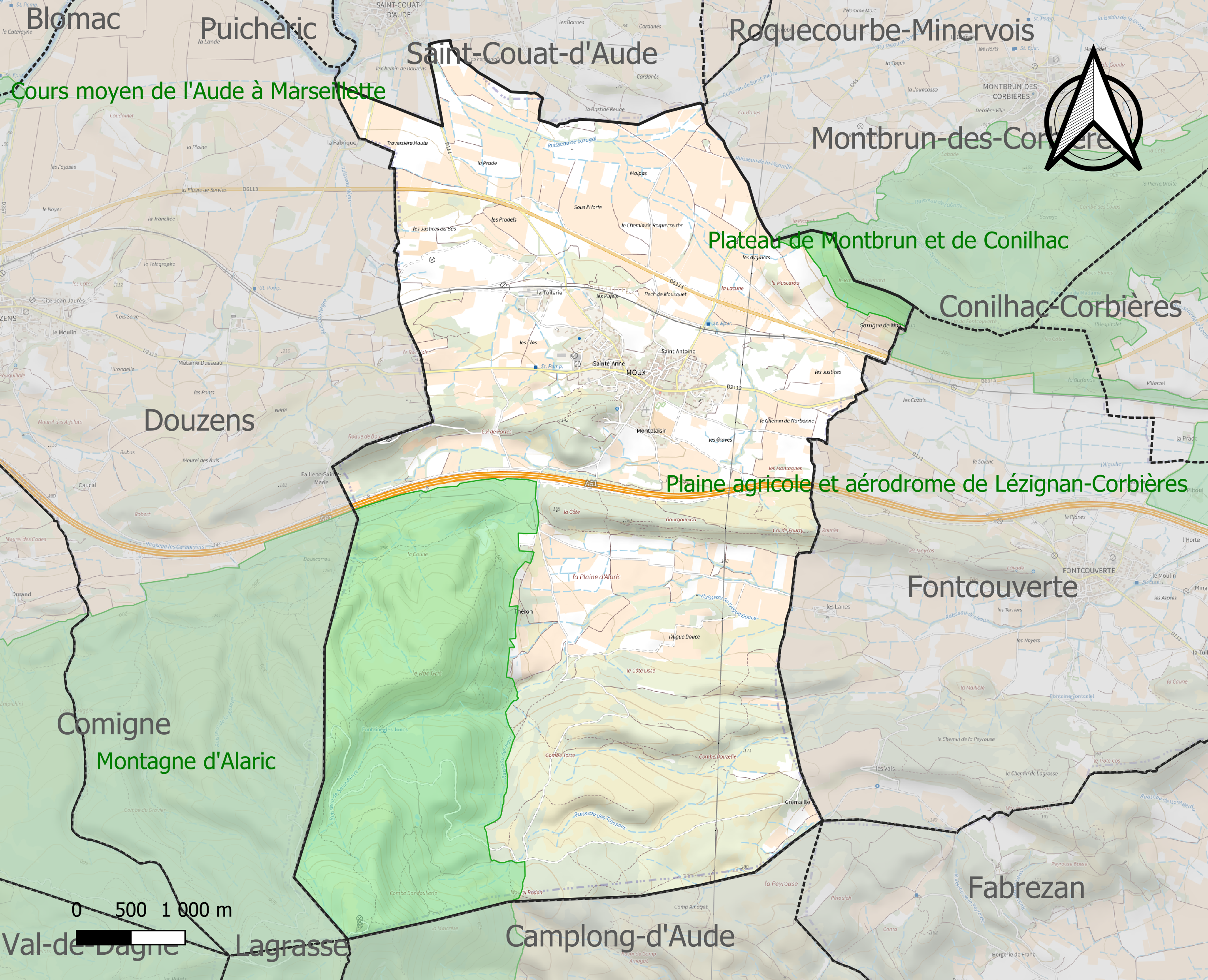
Carte des ZNIEFF de type 1 sur la commune.
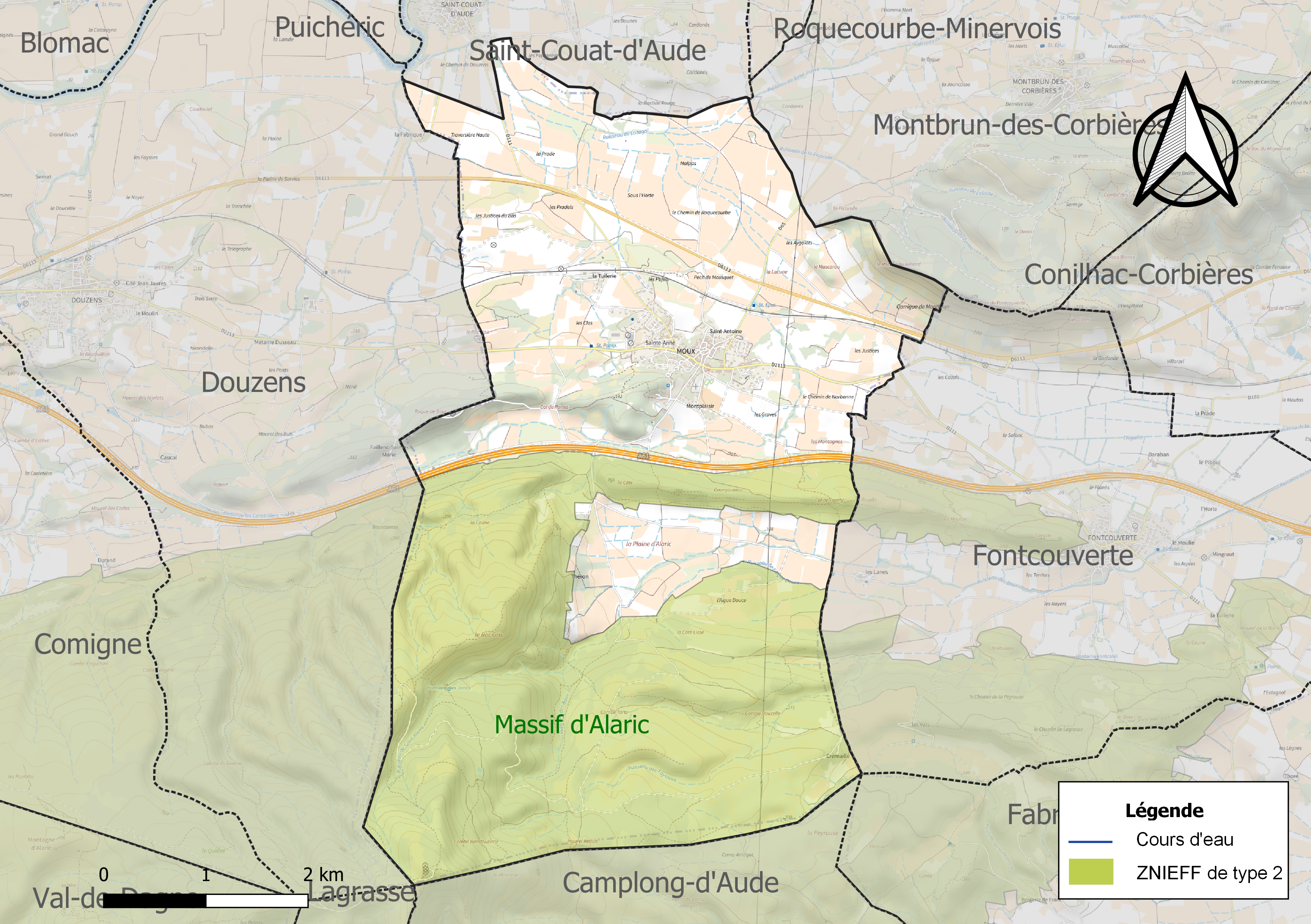
Carte de la ZNIEFF de type 2 sur la commune.

## Urbanisme

### Typologie
Au 1er janvier 2024, Moux est catégorisée commune rurale à habitat dispersé, selon la nouvelle grille communale de densité à 7 niveaux définie par l'Insee en 2022.
Elle est située hors unité urbaine. Par ailleurs la commune fait partie de l'aire d'attraction de Narbonne, dont elle est une commune de la couronne,. Cette aire, qui regroupe 71 communes, est catégorisée dans les aires de 50 000 à moins de 200 000 habitants,.

### Occupation des sols
L'occupation des sols de la commune, telle qu'elle ressort de la base de données européenne d’occupation biophysique des sols Corine Land Cover (CLC), est marquée par l'importance des forêts et milieux semi-naturels (50,7 % en 2018), une proportion identique à celle de 1990 (50,7 %). La répartition détaillée en 2018 est la suivante : 
cultures permanentes (47 %), milieux à végétation arbustive et/ou herbacée (38,6 %), forêts (12,1 %), zones urbanisées (2,3 %). L'évolution de l’occupation des sols de la commune et de ses infrastructures peut être observée sur les différentes représentations cartographiques du territoire : la carte de Cassini (XVIIIe siècle), la carte d'état-major (1820-1866) et les cartes ou photos aériennes de l'IGN pour la période actuelle (1950 à aujourd'hui).

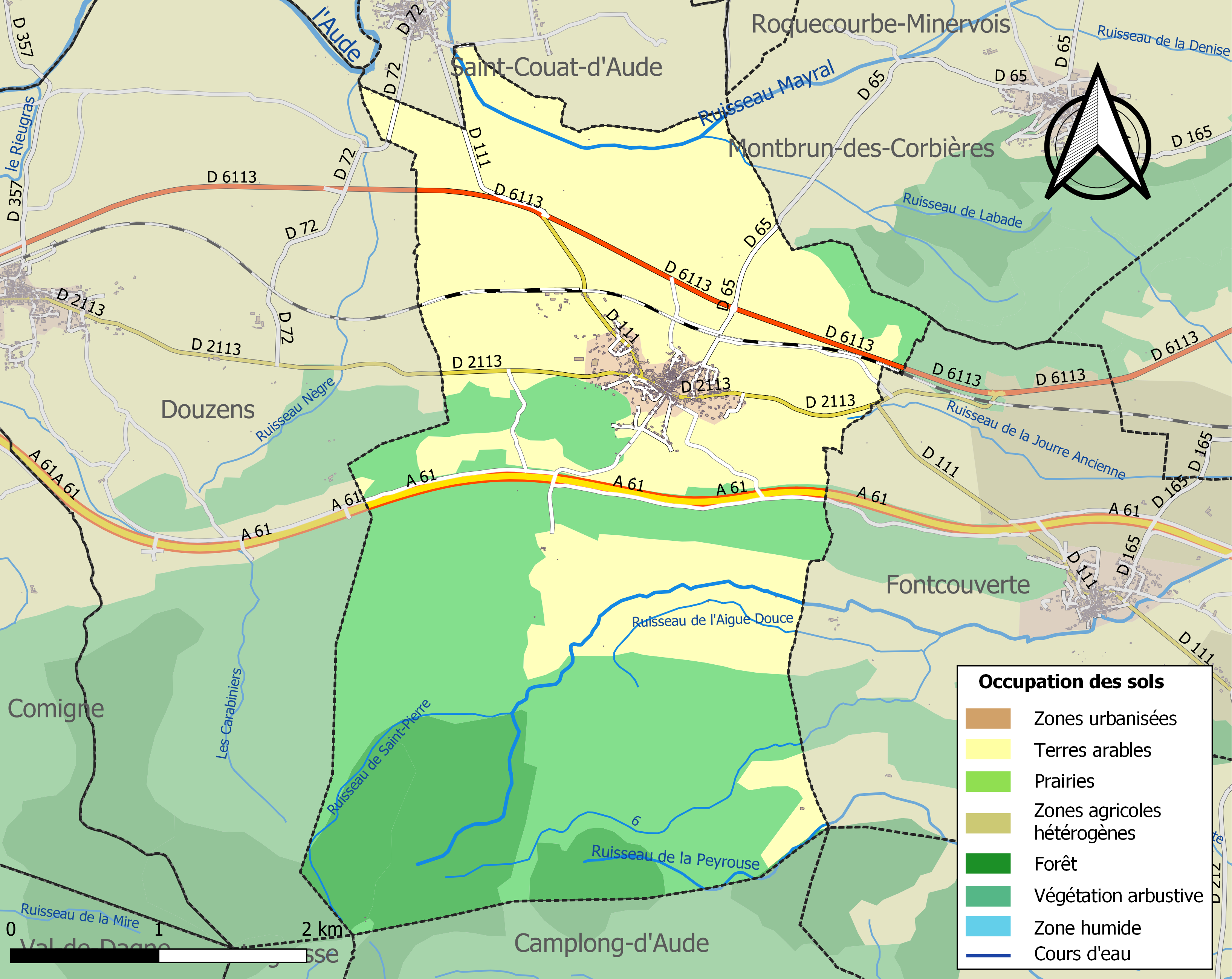
Carte des infrastructures et de l'occupation des sols de la commune en 2018 (CLC).

### Risques majeurs
Le territoire de la commune de Moux est vulnérable à différents aléas naturels : météorologiques (tempête, orage, neige, grand froid, canicule ou sécheresse), inondations, feux de forêts et séisme (sismicité faible). Il est également exposé à deux risques technologiques, le transport de matières dangereuses et la rupture d'un barrage. Un site publié par le BRGM permet d'évaluer simplement et rapidement les risques d'un bien localisé soit par son adresse soit par le numéro de sa parcelle.

#### Risques naturels
Certaines parties du territoire communal sont susceptibles d’être affectées par le risque d’inondation par débordement de cours d'eau, notamment le ruisseau de la Jourre Vieille Haute et le ruisseau Mayral. La commune a été reconnue en état de catastrophe naturelle au titre des dommages causés par les inondations et coulées de boue survenues en 1982, 1987, 1992, 1996, 1999, 2005, 2009 et 2018,.

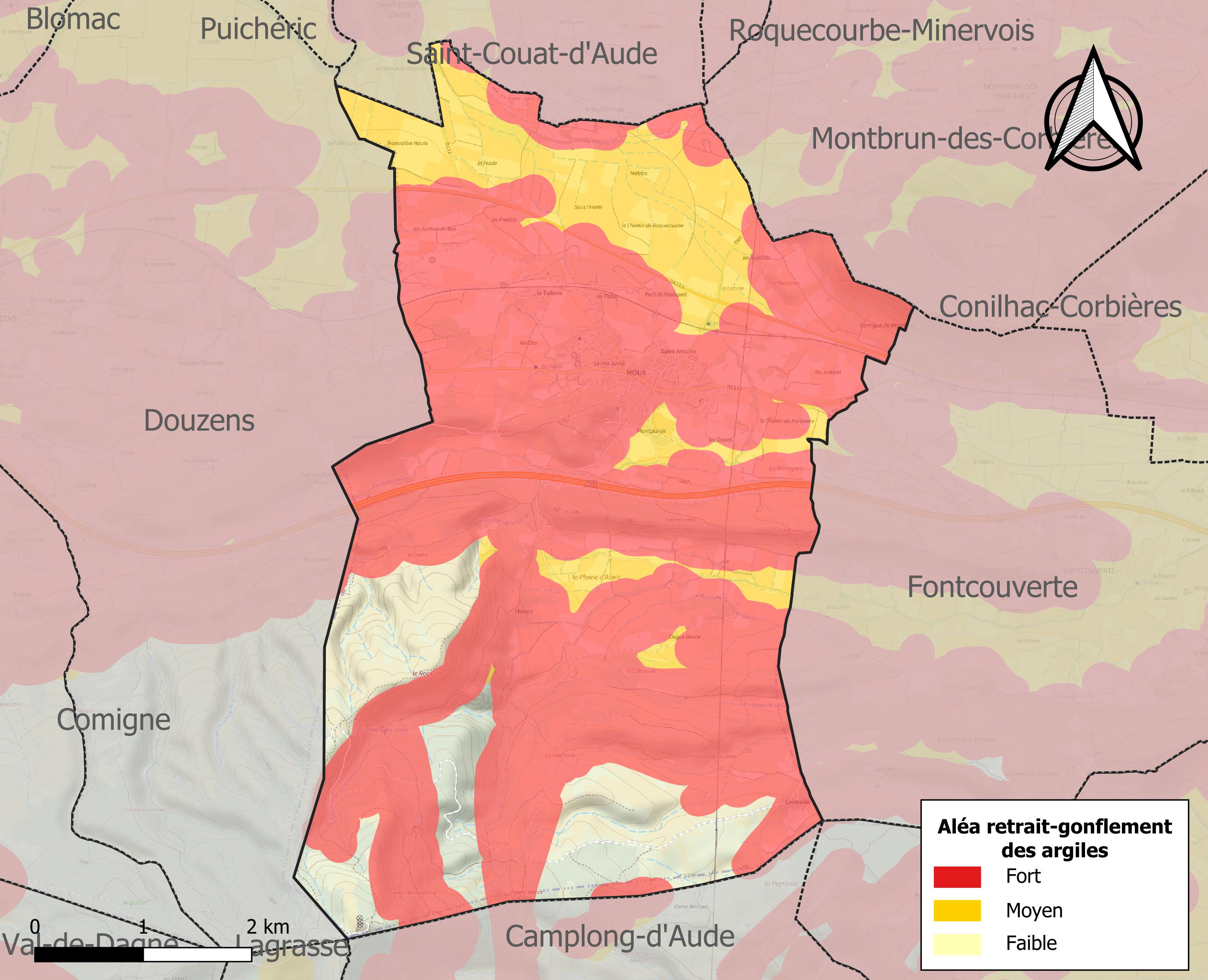
Carte des zones d'aléa retrait-gonflement des sols argileux de Moux.

Le retrait-gonflement des sols argileux est susceptible d'engendrer des dommages importants aux bâtiments en cas d’alternance de périodes de sécheresse et de pluie. 85,2 % de la superficie communale est en aléa moyen ou fort (75,2 % au niveau départemental et 48,5 % au niveau national). Sur les 444 bâtiments dénombrés sur la commune en 2019, 444 sont en aléa moyen ou fort, soit 100 %, à comparer aux 94 % au niveau départemental et 54 % au niveau national. Une cartographie de l'exposition du territoire national au retrait gonflement des sols argileux est disponible sur le site du BRGM,.

#### Risques technologiques
Le risque de transport de matières dangereuses sur la commune est lié à sa traversée par une route à fort trafic et une ligne de chemin de fer. Un accident se produisant sur de telles infrastructures est en effet susceptible d’avoir des effets graves au bâti ou aux personnes jusqu’à 350 m, selon la nature du matériau transporté. Des dispositions d’urbanisme peuvent être préconisées en conséquence.
La commune est en outre située en aval des barrages de Matemale et de Puyvalador, deux ouvrages de classe A, situés dans le département des Pyrénées-Orientales. À ce titre elle est susceptible d’être touchée par l’onde de submersion consécutive à la rupture d'un de ces ouvrages.

## Histoire
Les grottes de la Montagne d'Alaric ont très tôt abrité les hommes du Chalcolithique. Par la suite, le Camp Roland, au sommet des "barres" abritera les populations indigènes des IVe siècle et IIe siècle av. J.-C., ce mode de construction est typique des éperons barrés et des peuples élisyques.
Une villa située à proximité de la voie romaine au lieu-dit la Lecune, perdure du Ier siècle av. J.-C. jusqu'au IVe siècle. Les noms successifs du village sont Musagellum (Musa?) Murso, Mos (Phon. fr Mous) puis Moux. Hormis sa position sur le chemin français et son site défensif lors des guerres de Religion, Moux n'a pas d'histoire proprement dite. Sous l'Ancien Régime, la commune actuelle de Moux était partagée en deux paroisses, celle d'Albas dont dépendait le prieuré d'Alaric et la paroisse de Moux, cette position a été l'enjeu de tractations entre les évêchés de Narbonne, Carcassonne et l'abbé de Lagrasse.

## Politique et administration

### Liste des maires
| Période                                  | Période      | Identité            | Étiquette     | Qualité |
| ---------------------------------------- | ------------ | ------------------- | ------------- | ------- |
| mars 1989                                | mars 1998    | René Bes            | Apparenté PCF |         |
| avril 1998                               | février 2009 | Francis Bolano      | PCF           |         |
| février 2009                             | février 2012 | Patrick Wojnarowski | SE            |         |
| mars 2012                                | mars 2014    | Alain Morettot      |               |         |
| mars 2014                                | mai 2020     | René Mazet          | PS            |         |
| mai 2020                                 | En cours     | Gérard Pioch        | ?             |         |
| Les données manquantes sont à compléter. |              |                     |               |         |

## Démographie
L'évolution du nombre d'habitants est connue à travers les recensements de la population effectués dans la commune depuis 1793. Pour les communes de moins de 10 000 habitants, une enquête de recensement portant sur toute la population est réalisée tous les cinq ans, les populations de référence des années intermédiaires étant quant à elles estimées par interpolation ou extrapolation. Pour la commune, le premier recensement exhaustif entrant dans le cadre du nouveau dispositif a été réalisé en 2007.

En 2022, la commune comptait 715 habitants, en évolution de +2,44 % par rapport à 2016 (Aude : +2,65 %, France hors Mayotte : +2,11 %).
| 1793 | 1800 | 1806 | 1821 | 1831 | 1836 | 1841 | 1846 | 1851 |
| ---- | ---- | ---- | ---- | ---- | ---- | ---- | ---- | ---- |
| 407  | 423  | 473  | 431  | 504  | 590  | 641  | 667  | 676  |

| 1856 | 1861 | 1866 | 1872 | 1876 | 1881  | 1886  | 1891 | 1896  |
| ---- | ---- | ---- | ---- | ---- | ----- | ----- | ---- | ----- |
| 697  | 643  | 824  | 767  | 933  | 1 361 | 1 209 | 957  | 1 015 |

| 1901  | 1906  | 1911  | 1921  | 1926  | 1931  | 1936  | 1946 | 1954 |
| ----- | ----- | ----- | ----- | ----- | ----- | ----- | ---- | ---- |
| 1 093 | 1 122 | 1 012 | 1 064 | 1 034 | 1 053 | 1 020 | 845  | 767  |

| 1962 | 1968 | 1975 | 1982 | 1990 | 1999 | 2006 | 2007 | 2012 |
| ---- | ---- | ---- | ---- | ---- | ---- | ---- | ---- | ---- |
| 705  | 661  | 611  | 563  | 519  | 507  | 556  | 563  | 674  |

| 2017 | 2022 | - | - | - | - | - | - | - |
| ---- | ---- | - | - | - | - | - | - | - |
| 701  | 715  | - | - | - | - | - | - | - |

## Économie

### Revenus
En 2018  (données Insee publiées en septembre 2021), la commune compte 306 ménages fiscaux, regroupant 668 personnes. La médiane du revenu disponible par unité de consommation est de 18 670 € (19 240 € dans le département).

### Emploi
| Division       | 2008   | 2013   | 2018   |
| -------------- | ------ | ------ | ------ |
| Commune        | 9 %    | 12,1 % | 15,1 % |
| Département    | 10,2 % | 12,8 % | 12,6 % |
| France entière | 8,3 %  | 10 %   | 10 %   |

En 2018, la population âgée de 15 à 64 ans s'élève à 425 personnes, parmi lesquelles on compte 72 % d'actifs (56,9 % ayant un emploi et 15,1 % de chômeurs) et 28 % d'inactifs,. En  2018, le taux de chômage communal (au sens du recensement) des 15-64 ans est supérieur à celui de la France et du département, alors qu'il était inférieur à celui du département en 2008.
La commune fait partie de la couronne de l'aire d'attraction de Narbonne, du fait qu'au moins 15 % des actifs travaillent dans le pôle,. Elle compte 70 emplois en 2018, contre 78 en 2013 et 89 en 2008. Le nombre d'actifs ayant un emploi résidant dans la commune est de 244, soit un indicateur de concentration d'emploi de 28,7 % et un taux d'activité parmi les 15 ans ou plus de 52,5 %.
Sur ces 244 actifs de 15 ans ou plus ayant un emploi, 59 travaillent dans la commune, soit 24 % des habitants. Pour se rendre au travail, 90,6 % des habitants utilisent un véhicule personnel ou de fonction à quatre roues, 1,6 % les transports en commun, 4 % s'y rendent en deux-roues, à vélo ou à pied et 3,7 % n'ont pas besoin de transport (travail au domicile).

### Activités hors agriculture

#### Secteurs d'activités
46 établissements sont implantés  à Moux au 31 décembre 2019. Le tableau ci-dessous en détaille le nombre par secteur d'activité et compare les ratios avec ceux du département,.
| Secteur d'activité                                                                                        | Commune | Commune | Département |
| Secteur d'activité                                                                                        | Nombre  | %       | %           |
| --- | ------- | ------- | ----------- |
| Ensemble                                                                                                  | 46      |         |             |
| Industrie manufacturière, industries extractives et autres                                                | 4       | 8,7 %   | (8,8 %)     |
| Construction                                                                                              | 7       | 15,2 %  | (14 %)      |
| Commerce de gros et de détail, transports, hébergement et restauration                                    | 19      | 41,3 %  | (32,3 %)    |
| Information et communication                                                                              | 1       | 2,2 %   | (1,6 %)     |
| Activités immobilières                                                                                    | 4       | 8,7 %   | (5,2 %)     |
| Activités spécialisées, scientifiques et techniques et activités de services administratifs et de soutien | 3       | 6,5 %   | (13,3 %)    |
| Administration publique, enseignement, santé humaine et action sociale                                    | 7       | 15,2 %  | (13,2 %)    |
| Autres activités de services                                                                              | 1       | 2,2 %   | (8,8 %)     |

Le secteur du commerce de gros et de détail, des transports, de l'hébergement et de la restauration est prépondérant sur la commune puisqu'il représente 41,3 % du nombre total d'établissements de la commune (19 sur les 46 entreprises implantées  à Moux), contre 32,3 % au niveau départemental.

#### Entreprises
Un cave coopérative et plusieurs domaines libres font de la viticulture à Moux.

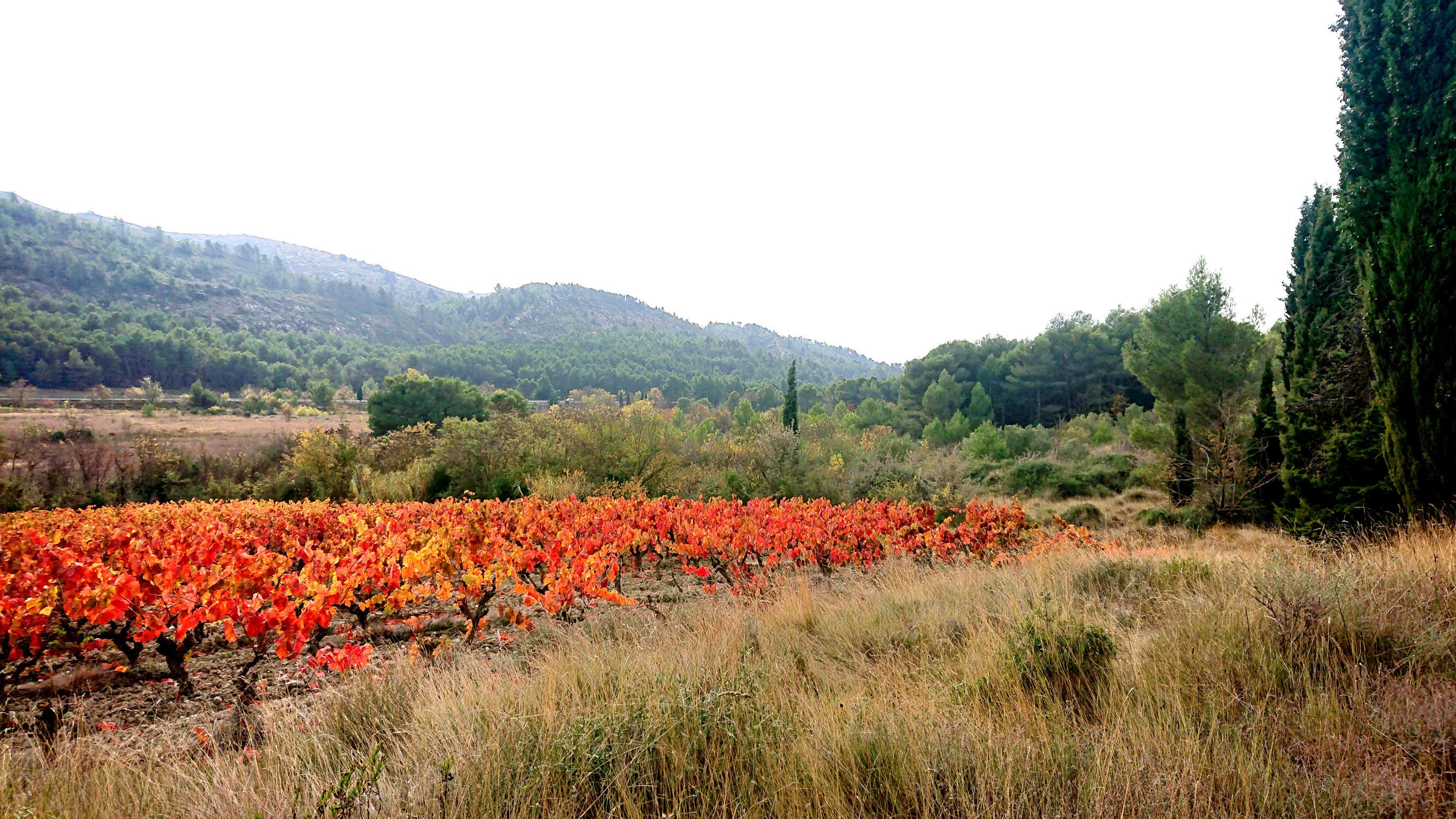
Une vigne à Moux.

### Agriculture
La commune est dans la « Région viticole » de l'Aude, une petite région agricole occupant une grande partie centrale du département, également dénommée localement « Corbeilles Minervois et Carcasses-Limouxin ». En 2020, l'orientation technico-économique de l'agriculture  sur la commune est la viticulture.
|               | 1988 | 2000 | 2010 | 2020 |
| ------------- | ---- | ---- | ---- | ---- |
| Exploitations | 68   | 43   | 32   | 31   |
| SAU (ha)      | 740  | 601  | 424  | 511  |

Le nombre d'exploitations agricoles en activité et ayant leur siège dans la commune est passé de 68 lors du recensement agricole de 1988  à 43 en 2000 puis à 32 en 2010 et enfin à 31 en 2020, soit une baisse de 54 % en 32 ans. Le même mouvement est observé à l'échelle du département qui a perdu pendant cette période 60 % de ses exploitations,. La surface agricole utilisée sur la commune a également diminué, passant de 740 ha en 1988 à 511 ha en 2020. Parallèlement la surface agricole utilisée moyenne par exploitation a augmenté, passant de 11 à 16 ha.

## Culture locale et patrimoine

### Lieux et monuments
- Église Saint-André de Moux.
- Église de 1835 de Moux.
- Sur le chemin de Lagrasse, le monument au poète Henry Bataille, poète de la douleur moderne, auteur à succès dont les pièces étaient jouées sur les boulevards parisiens et à  Broadway, tombeau avec une copie du squelette transi de Ligier Richier  par le sculpteur Pompon, animalier célèbre. Tombeau d'Henry Bataille

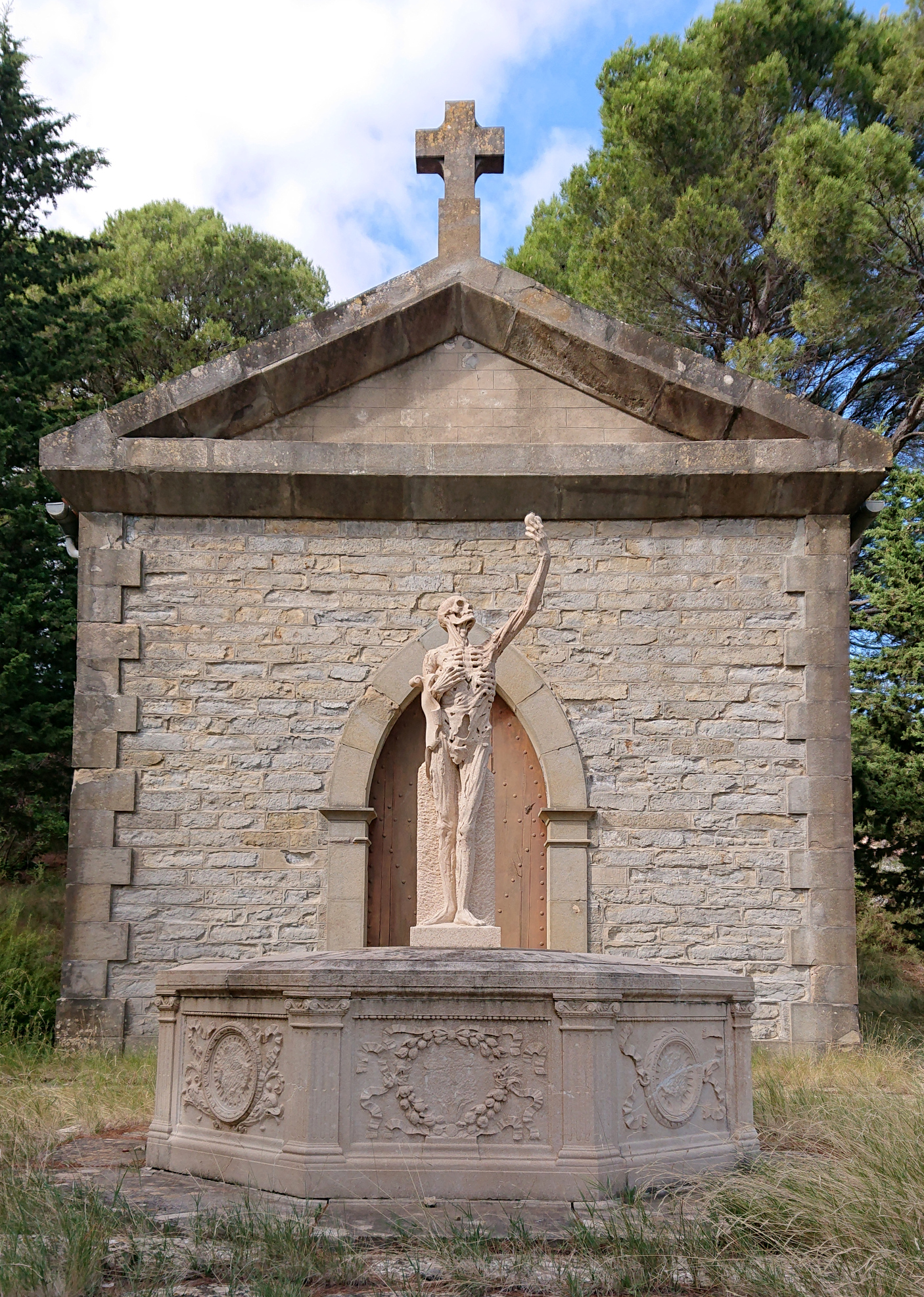
Tombeau d'Henry Bataille

- La Montagne d'Alaric est une particularité à la fois géologique et climatique : climatique, car à la limite des climats océanique et méditerranéen. L'on peut y observer fréquemment des ruptures climatiques évidentes, chutes de neige, de pluie ne dépassant pas le village. Géologique, la surrection des Pyrénées provoquée par le rapprochement des plaques européennes et espagnoles provoqua au moins en trois temps le plissement, la cassure et l'élévation des couches calcaires déposées à l'ère tertiaire glissant sur le socle hercynien. Ainsi, l'on peut observer, à Moux, la faille éponyme depuis le roc de Rolland jusqu'à la campagne de Didier, revisitant ainsi les différentes couches géologiques du Primaire au Tertiaire. La montagne d'Alaric recèle par ailleurs des trésors de botanique, dont l'Allium moly qui, dit-on, enchanta Ulysse par l'entremise de Circé. Les gisements de Moux sont, avec Montolieu, uniques en France. Son bois de pins de Salzmann, sa flore de plantes méditerranéennes conjuguée avec l'altitude (600 m) constituent un lieu de randonnée fort prisé des marcheurs et amoureux de la nature. En outre, il est un merveilleux belvédère sur l'axe Narbonne/Carcassonne et les Corbières.
- Le château de Saint-Pierre, juché sur son socle du Dévonien est, dit-on, habité par les fées. Il est en tout cas un exemple typique des églises décimaires installées sur les bénéfices pour assurer le rôle de l'église des IXe et Xe siècles- assurer le temporel et le spirituel et à l'occasion servir de refuge. Il a été l'inspirateur avec l'Alaric des poètes Mouxois Bataille, Lebrau, P M Huc et Farré. Par ailleurs, la légende du Trésor du roi Alaric ne lasse pas les rêveurs confortés par la découverte de trésors monétaires au pied de cette montagne.
- Au-dessus du château, le Camp Rolland, construction typique d'éperon barré des Indigènes Elysiques, peuple qui constituait le peuplement avant l'arrivée des Celtes (IVe et IIIe siècles av. J.-C.).
- La statue de Jean-François Régis, né à Fontcouverte, mais élevé à Moux, érigée en 1885.

### Personnalités liées à la commune
- Henri Martin (1922-1944), résistant. Natif de Moux ;
- Jean Lebrau  (1891-1983), poète, écrivain. Né et mort à Moux où il repose ;
- Paul Didier (1889-1961), magistrat, résistant. Il vécut à Moux ;
- Henry Bataille (1872-1922), poète, dramaturge. Il est inhumé à Moux ;
- Ferdinand Théron (1834-1911), député de l'Aude. Né et mort à Moux.

### Héraldique
| Moux | Son blasonnement est : D'azur au pal fuselé d'argent et d'azur.Ce blason actuellement utilisé est un ersatz, l'original, décrit dans d'Hoziers se trouve à la bascule de poids public.[réf. souhaitée] |